# Milutin Vidosavljević
Milutin Vidosavljević (Kirin Serbia: Милутин Видосављевић; sinh 21 tháng 2 năm 2001) là một cầu thủ bóng đá Serbia, thi đấu cho FK Čukarički.

## Sự nghiệp câu lạc bộ
Anh ra mắt tại Serbian SuperLiga cho FK Čukarički ngày 24 tháng 9 năm 2017 trong trận đấu với FK Borac Čačak.